# Багрянородний

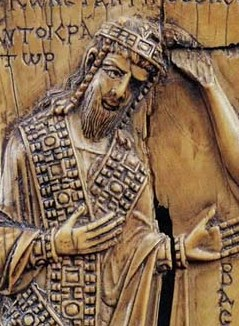
Візантійський імператор Констянтин VII Багрянородний.

Багря́нородний (грец. Πορφυρογέννητος, Porphyrogénnētos; лат. Porphyrogenitus), або багря́нородна (грец. Πορφυρογέννητη, Porphyrogénnētē; лат. Porphyrogenita) — у європейській історичній традиції діти імператора, що народилися після сходження батька на престол, у законному шлюбі. Протиставлялися дітям нижчих категорій, які народилися до інтронізації, або у незаконному шлюбі. Термін вживався як почесний титул або прізвисько в Східній Римській імперії (Візантії). Назва походить від так званого «багрянця» (тірського пурпура), цінного фарбника античності, використання якого в одязі дозволялося лише особам царської крові, а також цінного каменю багряного кольору — порфіру. У Великому константинопольському палаці була кімната, оздоблена цим каменем, де правляча імператриця народжувала дітей. Після середньовіччя термін «багрянородний» використовувався як епітет для підкреслення статусу дітей августійшої особи. Також — порфі́рородний, порфі́рородна.